# Giambattista Marino

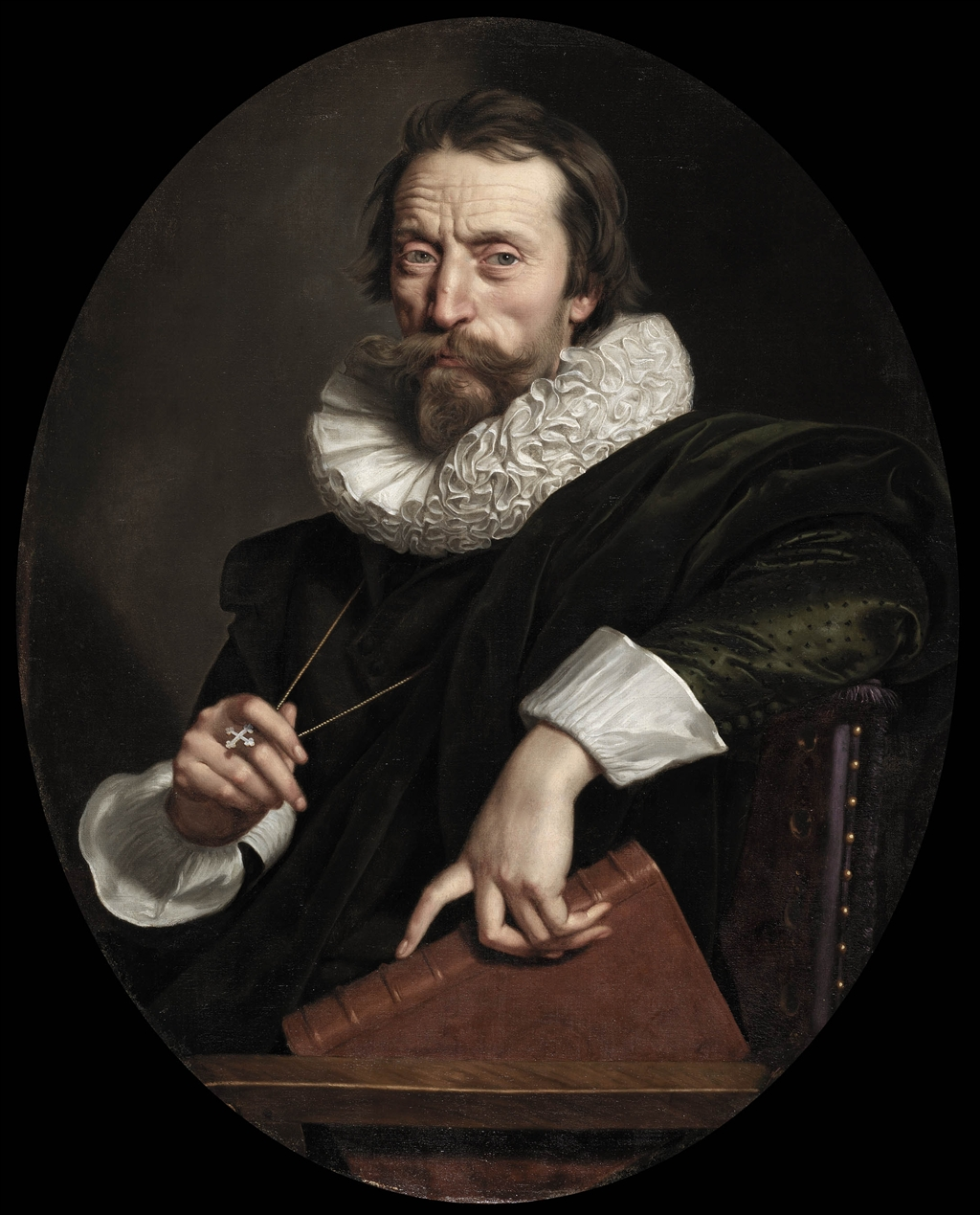
Giovanni Battista Marino

Giambattista Marino, también Giovan Battista Marini (Nápoles, 18 de octubre de 1569 - Nápoles, 26 de marzo de 1625) fue un poeta italiano, fundador del estilo llamado Marinismo, después secentismo, caracterizado por un empleo extravagante y excesivo de conceptos, que se impuso en la poesía italiana del siglo XVII. Su concepción de la poesía, basada en la exageración del artificio manierista, está llena de antítesis y toda una gama de juegos de palabras, pródiga en descripciones y de una sensual musicalidad. Gozó de gran éxito en su tiempo, comparable al que obtuvo Petrarca antes que él.
Fue muy imitado en Italia, Francia (donde era el ídolo de los miembros de la escuela “précieux” y de los llamados “libertins”), España (cuyo mayor admirador fue Lope de Vega) y otros países católicos como Portugal y Polonia, así como Alemania y en Holanda, donde Constantijn Huygens era un gran admirador.. En Inglaterra era admirado por John Milton y fue traducido al inglés por Richard Crashaw.
Fue el punto de referencia de la poesía barroca mientras estuvo en boga. En los siglos XVIII y XIX se le tildó, sin embargo, de fuente y ejemplo del “mal gusto barroco”. Con el renacimiento en el siglo XX del interés por procedimientos poéticos similares, su trabajo cobró nuevamente vigencia: fue leído con atención por Benedetto Croce y Carlo Calcaterra, y ha tenido muchos e importantes estudiosos, incluyendo a Giovanni Pozzi, Marziano Guglielminetti, Marzio Pieri y Alessandro Martini.
Instruido como abogado, Marino eligió no ejercer y en lugar de eso halló un inmenso éxito con la poesía que lograba publicar a pesar de la censura. Su obra más importante, un trabajo de más de 20 años, es el Adonis (1623), un poema extenso (más de 40.000 versos) que relata, con muchas digresiones, la historia de los amores entre Venus y Adonis. Su obra, aclamada por toda Europa, sobrepasó a las de sus imitadores, quienes llevaron sus complicados juegos de palabras y elaborada altivez y metáforas a tales extremos que "marinismo" se convirtió en un término peyorativo.

## Biografía

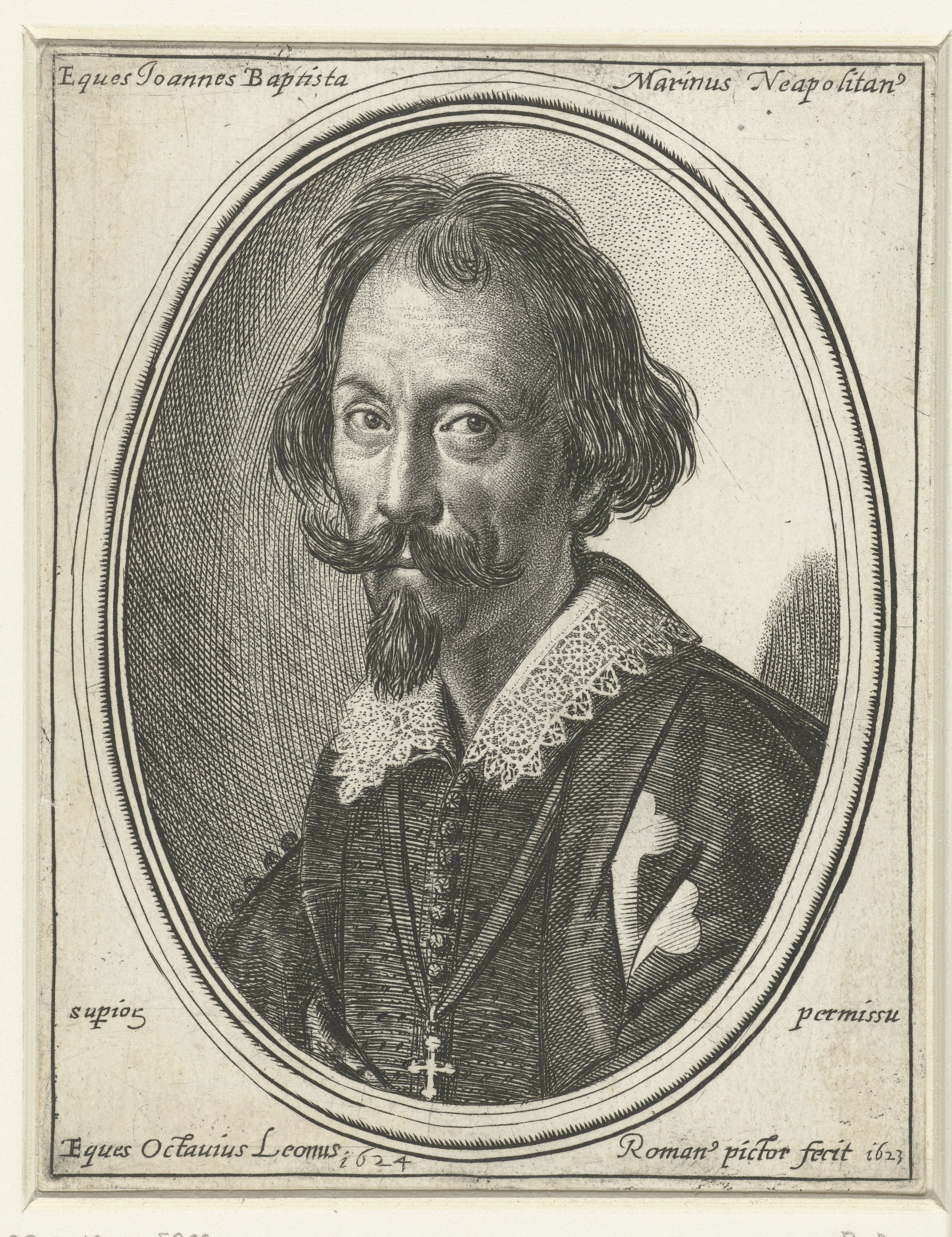
Giambattista Marino

Marino permaneció en su Nápoles natal hasta 1600, llevando una vida de placeres después de romper su relación con su padre, quien había pretendido que su hijo siguiese sus pasos en la abogacía. Estos años de formación en Nápoles fueron muy importantes para el desarrollo de su poesía, a pesar de que la mayor parte de su carrera se desarrollase en el norte de Italia y en Francia. En este sentido, algunos críticos (incluido Giovanni Pozzi) han destacado la enorme influencia que ejercieron en él los círculos culturales del norte de Italia; otros (como Marzio Pieri) han insistido en que el Nápoles de entonces, a pesar de estar parcialmente en decadencia y oprimida por el dominio español, seguía gozando de una buena posición entre las capitales culturales de Europa.
El padre de Marino era un culto abogado que frecuentaba el círculo de Giambattista della Porta. Parece que tanto Marino como su padre participaban en las representaciones teatrales privadas de su anfitrión. Pero lo que es más importante: estos ambientes pusieron a Marino en contacto directo con la filosofía natural de Della Porta y los sistemas filosóficos de Giordano Bruno y Tommaso Campanella. Mientras que el propio Campanella se opuso al “Marinismo” (aunque sin atacarlo nunca directamente), este marco especulativo común debe ser tenido en cuenta con todas sus implicaciones panteísticas (neopaganas y heterodoxas), a las que Marino se mantendría fiel durante toda su vida y que se manifestarían en su poesía, obteniendo gran reconocimiento entre los pensadores más conformistas por un lado, y afrontando continuas dificultades por el contenido intelectual de su trabajo, por otro.
Otras figuras que influyeron especialmente en el joven Marino incluyen a Camillo Pellegrini, amigo de Torquato Tasso (a quien el propio Marino llegó a conocer, aunque brevemente, en la casa de Giovanni Battista Manso, y con quien intercambió sonetos). Pellegrini fue el autor de Il Carrafa overo della epica poesia, diálogo en honor al Tasso y en el que se le valoraba por encima de Ludovico Ariosto. El propio Marino es el protagonista de otro de los diálogos del prelado, Del concetto poetico (1599).
Marino se entregó a sus estudios literarios, al tiempo que mantenía múltiples relaciones amorosas y a una vida de placeres; lo hizo con tanto entusiasmo, que fue detenido al menos en dos ocasiones. En este sentido, como en muchos otros, el camino que tomó se asemeja bastante al de otro gran poeta de la época con quien ha sido a menudo comparado: Gabriello Chiabrera. En 1602 publicó Le Rime. 
Pero un aura de misterio envuelve la vida de Marino, especialmente las distintas temporadas que pasó en prisión; uno de los arrestos se debió a que procuró un aborto para una tal Antonella Testa, hija del alcalde de Nápoles, pero se desconoce si el padre del niño era Marino o un amigo suyo. Sin embargo, algunos testigos, que incluyen tanto a detractores de Marino (Tommaso Stigliani) como a defensores (el editor y biógrafo Antonio Bulifon), sostienen firmemente que Marino, mucha de cuya poesía es claramente ambigua, tenía tendencias homosexuales. Sea como sea, la falta de datos sólidos sobre este tema se debe obviamente a las persecuciones a las que se enfrentaban este tipo de “prácticas sodomitas”, especialmente durante el período de la Contrarreforma. Su segunda condena (por la que se jugó la pena capital) se debió a sus intentos de forzar las bulas episcopales para salvar a un amigo que se había involucrado en un duelo.
Marino abandonó Nápoles y marchó a Roma, primero al servicio de Melchiore Crescenzio, y después al del cardenal Aldobrandini. En 1608 se marchó a la corte del duque Carlos Manuel I de Saboya en Turín; este sería un período difícil para el poeta, ya que sería víctima de un intento de asesinato por parte de su rival Gaspare Murtola, y condenado a un año de cárcel por ciertos chismorreos maliciosos que había escrito sobre el duque. En 1614 publicó La lira, una ampliación de Le rime.
En 1615 abandonó Turín rumbo a París, donde publicó en 1620 La Sampogna / La zampoña, obra que le valió ser honrado en la corte y la admiración de los círculos literarios franceses. Pero su obra maestra, dedicada al rey Luis XIII, fueron los casi cuarenta y un mil versos de L'Adone / El Adonis (1623), un largo y complejo poema mitológico-alegórico. En ese mismo año regresó triunfante a Italia, y murió en Nápoles en 1625.

## Obra
Marino tiene una extensa obra, tanto en prosa como en verso; sin embargo, su poesía sigue siendo la faceta más admirada e imitada de su obra.

### Le Rime(1602) yLa lira(1614)

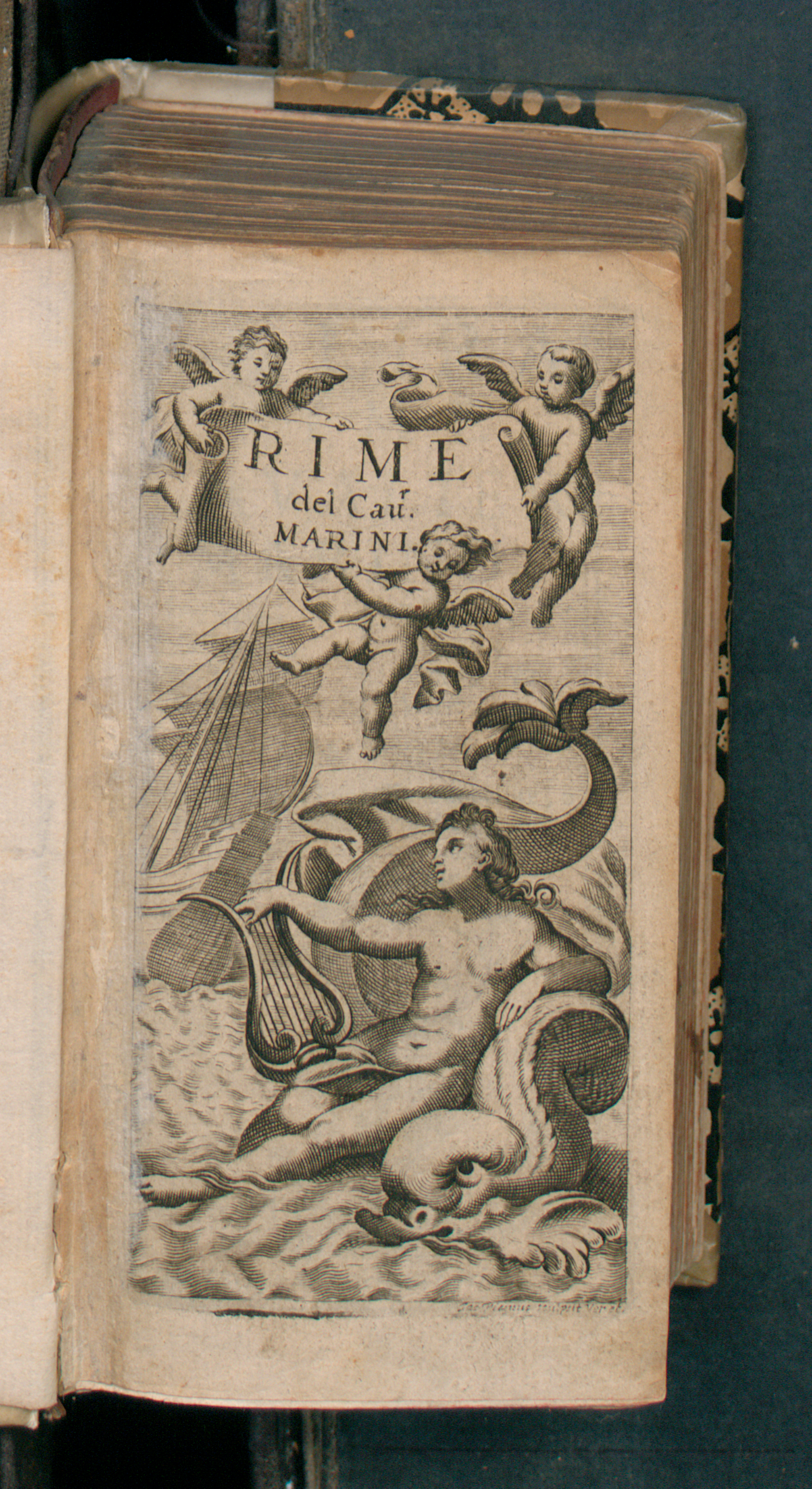
Lira, 1674

Marino creó un nuevo, “suave, gracioso y atractivo” estilo para un público nuevo, distanciándose de Torquato Tasso y del petrarquismo renacentista, así como de cualquier norma aristotélica.
Su innovación puede ya observarse en sus Rime (Rimas) de 1602, más tarde ampliadas bajo el título La Lira en 1614, compuesta por versos eróticos, piezas sacras y encomiásticas, organizadas bien por temáticas (poemas marítimos, rústicos, amorosos, fúnebres o religiosos) o bien por formas métricas (madrigales o canciones). 
A menudo entroncan con la tradición clásica de la literatura grecolatina, en especial con los poemas amorosos de Ovidio y el Dolce stil nuovo de la tradición toscana, mostrando una fuerte tensión experimental con las tendencias antipetrarquistas.
En 1620 Marino publicó La Sampogna, una colección de poemas dividida en dos partes: una compuesta por idilios pastoriles y otra por versos “rústicos”. Aquí Marino se distancia de las temáticas amorosa, heroica y sagrada, en favor de la mitológica y bucólica.

### L'Adone
L’Adone (Adonis), publicado en París en 1623 y dedicado al rey Luis XIII de Francia, es un poema mitológico en octavas dividido en veinte cantos. Recorre toda la vida de Marino.
Argumento
El poema trata sobre el amor de la diosa Venus por el príncipe Adonis, quien se refugia de una tormenta marina en la isla de Chipre, donde se encuentra el palacio de la diosa. Cupido, deseoso de ejercer su poder sobre su madre Venus, emplea sus flechas para hacer que su madre y el joven Adonis se enamoren el uno del otro.
Adonis escucha las historias de amor que Cupido y Mercurio le cuentan, y es dirigido al Jardín de las Delicias, dividido en cinco partes -una por cada sentido-, en cada una de las cuales participa de las delicias del amor. Llega hasta la fuente de Apolo -símbolo de la poesía- y guiado por Mercurio, visita finalmente las esferas de la Luna, Mercurio y Venus, donde adquiere importantes conocimientos científicos. Los celos alertan al dios Marte sobre el nuevo amor de Venus, y se encamina a Chipre. Cuando Adonis averigua que Marte está de camino, huye y es transformado en un loro por haber rechazado el amor de la diosa. Habiendo recuperado su forma humana gracias a Mercurio, es capturado por una banda de ladrones.
Adonis regresa a Chipre, donde gana un concurso de belleza, y es nombrado soberano de la isla, reuniéndose con Venus. Pero Marte consigue que Adonis muera en una cacería, atacado por un jabalí salvaje. Muere en los brazos de Venus y su corazón es transformado en una flor roja: la anémona. El poema se cierra con una larga descripción de los juegos fúnebres en honor del joven.
Técnica narrativa
En este frágil marco, Marino introduce las historias mitológicas más conocidas, incluido el Juicio de Paris, Cupido y Psique, Eco y Narciso, Polifemo y muchos otros. De hecho el poema, originalmente proyectado en tres cantos, se enriqueció hasta el punto de convertirse en uno de los poemas épicos más extensos de la literatura italiana, compuesto por 5123 octavas reales (40.984 versos); una inmensa historia llena de digresiones sobre el tema principal y pausas descriptivas. En cuanto a la estructura, está dividido en tres partes: la primera, Adonis y Venus se enamoran por medio de Cupido; la segunda, trata de los amores y goces de ambos; y la tercera, relata la muerte de Adonis y el lamento de Venus. 
Todo esto contribuye a visualizar L’Adone como un laberinto de intrincadas situaciones sin una estructura real. El extenso Canto XX, que tiene lugar después de la muerte del protagonista, rompe cualquier noción de unidad narrativa; y es precisamente esta carencia de unidad la gran innovación de Marino. El poeta compone su obra empleando varios niveles y salta de uno a otro episodio sin conexión lógica aparente, basando la unión entre ellos meramente en el lenguaje, rico en hipérboles, antítesis y metáforas.
En el Adonis, Marino cita y rescribe pasajes de La Divina Comedia de Dante Alighieri, de Ariosto, Tasso y la literatura francesa de su tiempo. El objetivo de estos “préstamos” no es la imitación, y mucho menos el plagio, sino la voluntad de introducir un juego intelectual de erudición con el lector, de quien se espera que identifique las fuentes y aprecie los resultados de su personal reelaboración de los originales. Marino reta al lector a reconocer las citas y disfrutar de la reescritura del material, como parte de una concepción de creación poética en la que todo en el mundo (incluida la literatura del pasado) puede ser objeto de la nueva poesía. En este sentido, Marino transforma su Adonis en una especie de enciclopedia poética, que recoge y moderniza todas las creaciones anteriores del genio humano.
El poema también es la muestra de una nueva sensibilidad conectada con los últimos descubrimientos científicos (como por ejemplo el elogio a Galileo en el Canto X) y hallazgos geográficos (como en el Canto VII con su elogio de la pasiflora o “flor de la pasión”, recientemente importada a Europa desde las Américas). 
El Adonis, a pesar de su virtuosismo técnico, es un trabajo rico en auténtica poesía, escrito en un estilo que a menudo alcanza la perfección rítmica.